# Seicheles nos Jogos Olímpicos de Verão de 2000
Seicheles participou dos Jogos Olímpicos de Verão de 2000 em Sydney, Austrália.